# 浙江铁道发展集团
浙江铁道发展集团有限公司简称浙江铁发、上铁浙江、浙江铁道集团等，是中国铁路上海局集团的独资公司，授权经营浙江省内铁路土地房屋资产，经营业务包括资产经营、现代物流、物流设备租赁、新能源、宾馆餐饮、园林绿化等行业。
截至2021年，浙江铁发集团设有3家分公司（杭州、金华、宁波）、2家自营机构（资产经营部、新能源开发部），包括浙江铁道大厦、康桥运贸、上铁钱江酒店（原钱江疗养院）、八达物流、劳服公司等全资和控股企业11家，可经营土地179宗，面积2162亩，房屋资产182处，面积22万平方米，5个物流基地。

## 历史
1984年11月8日原杭州铁路分局成立多种经营董事会，下设多种经营办公室——对外称杭州铁路分局劳动服务公司——由分局由集体事业办公室领导。1985年6月1日，撤销杭州铁路分局多种经营董事会；同年12月1日，分局集体办撤销，成立杭州铁路分局多种经营办公室，对外名称不变；同时成立杭州铁路综合经营公司。1987年6月1日成立多种经营管理分处，对外称杭州铁路分局多种经营开发总公司，同时撤销分局多经办；6月29日更名为杭州铁路多种经营总公司:588。1989年更名为杭州铁路分局经营总公司。
2000年至2001年，杭州铁路分局多种经营企业开始进行以“三分开”为主要标志的企业改革，分局与经营总公司、经营总公司与多经企业建立投资与被投资关系。2003年至2004年，原委托车务系统站段管理的多元经营企业与所在站段脱钩。
杭州铁路多种经营总公司于2007年更名为浙江铁道发展集团，并于2008年吸收浙江省环宇货运代理有限公司、杭州铁路列车经营公司等、改制成立浙江铁道发展集团有限公司；原属于车务系统的企业全部划归集团公司直属分公司。
2011年起，陆续收购、整合中铁安装公司与电机厂、八达物流公司和万盛商贸公司等其他上局的非运输企业。

## 图片

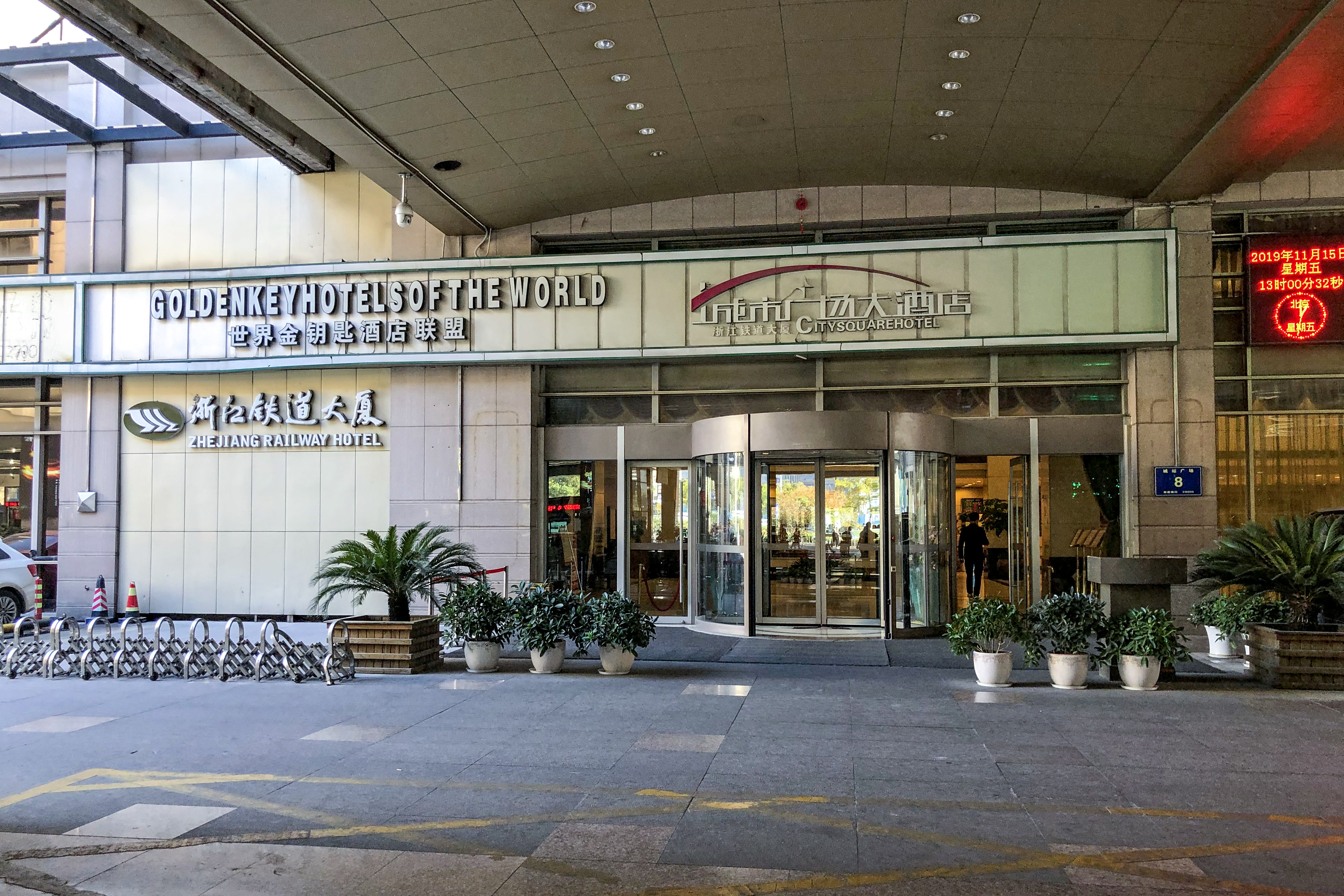
浙江铁道大厦
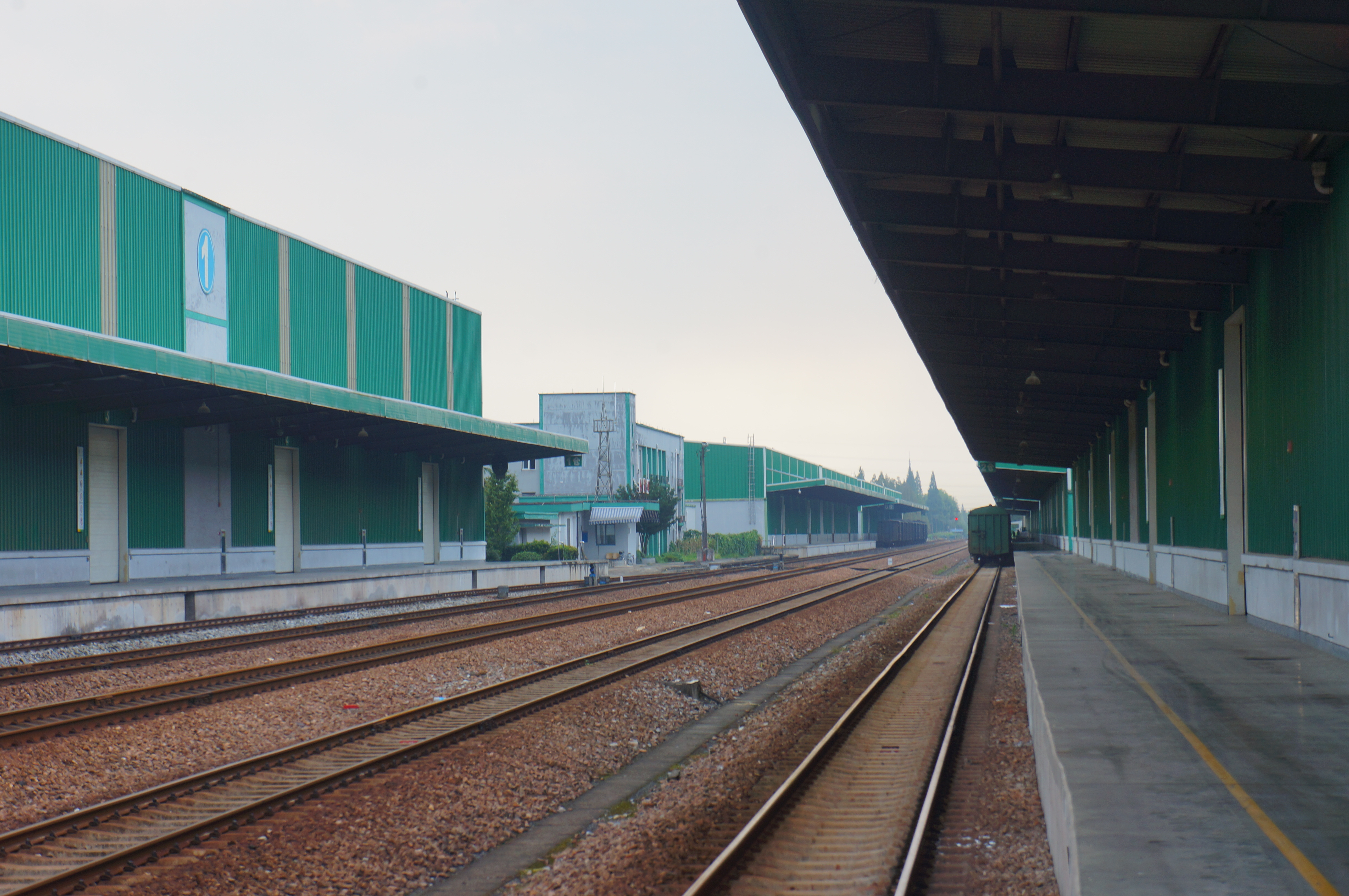
原八达物流仓前站基地
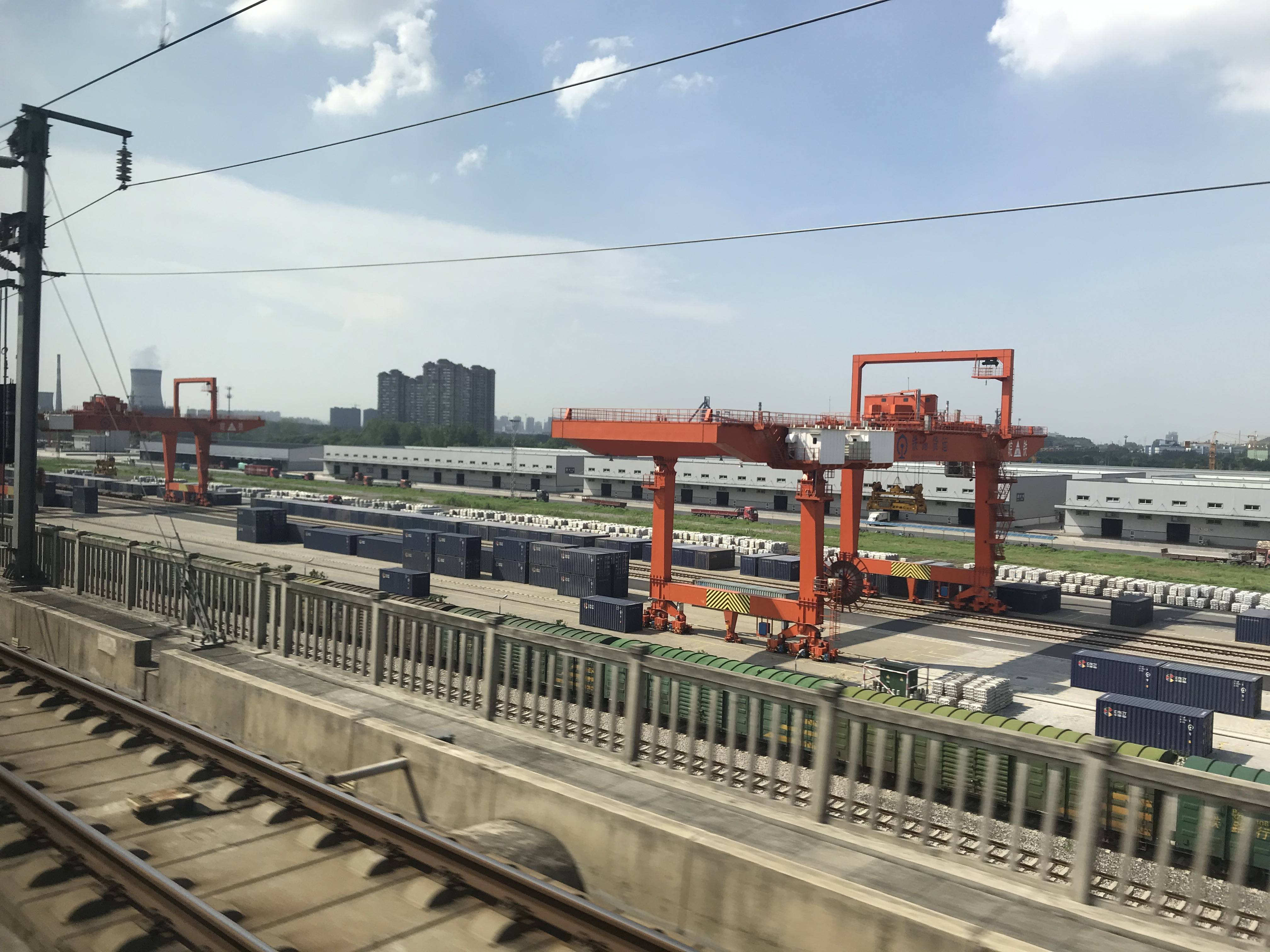
杭州北站永宁货场
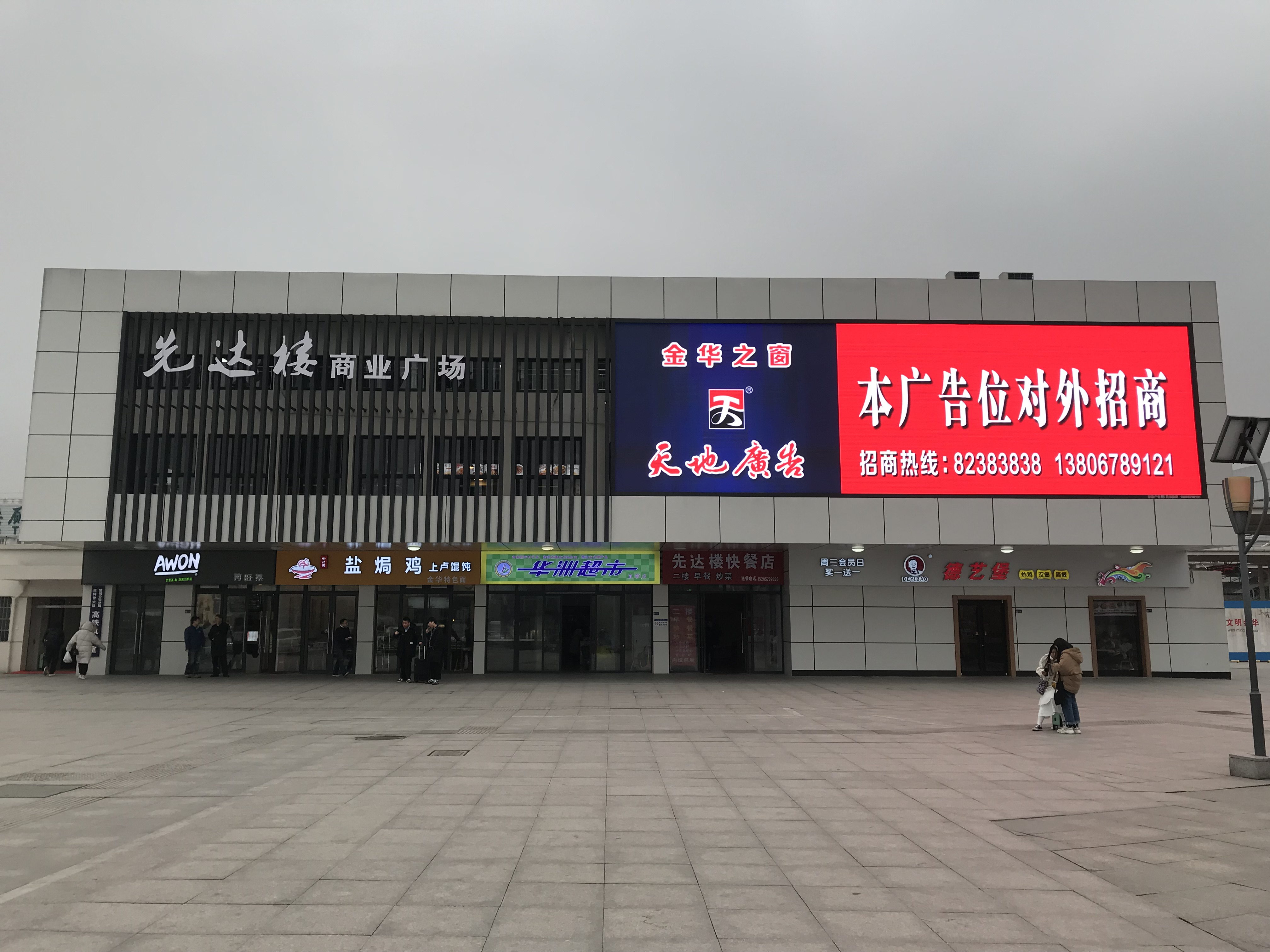
金华站北广场先达楼综合商业项目
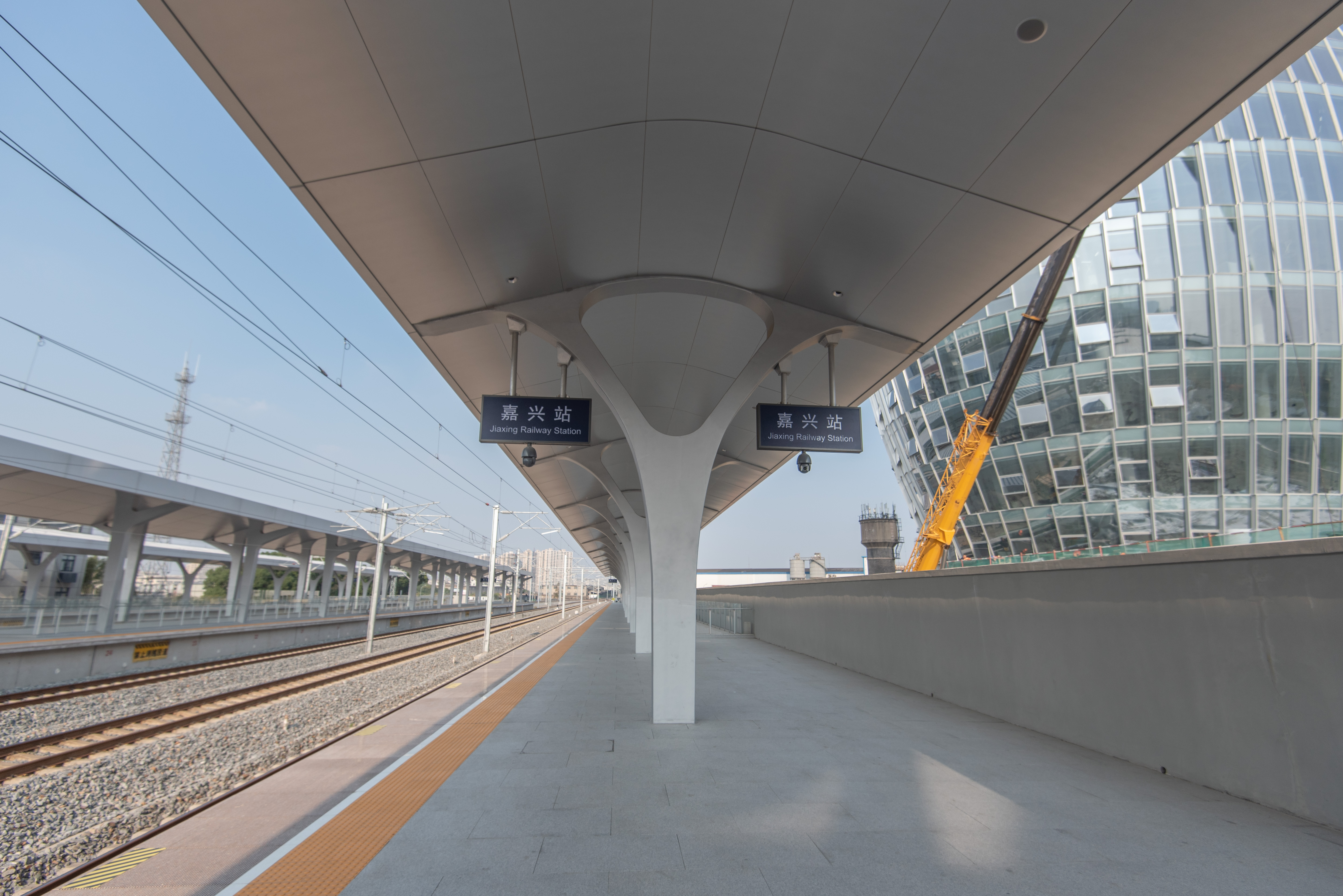
嘉兴站“小巨蛋”
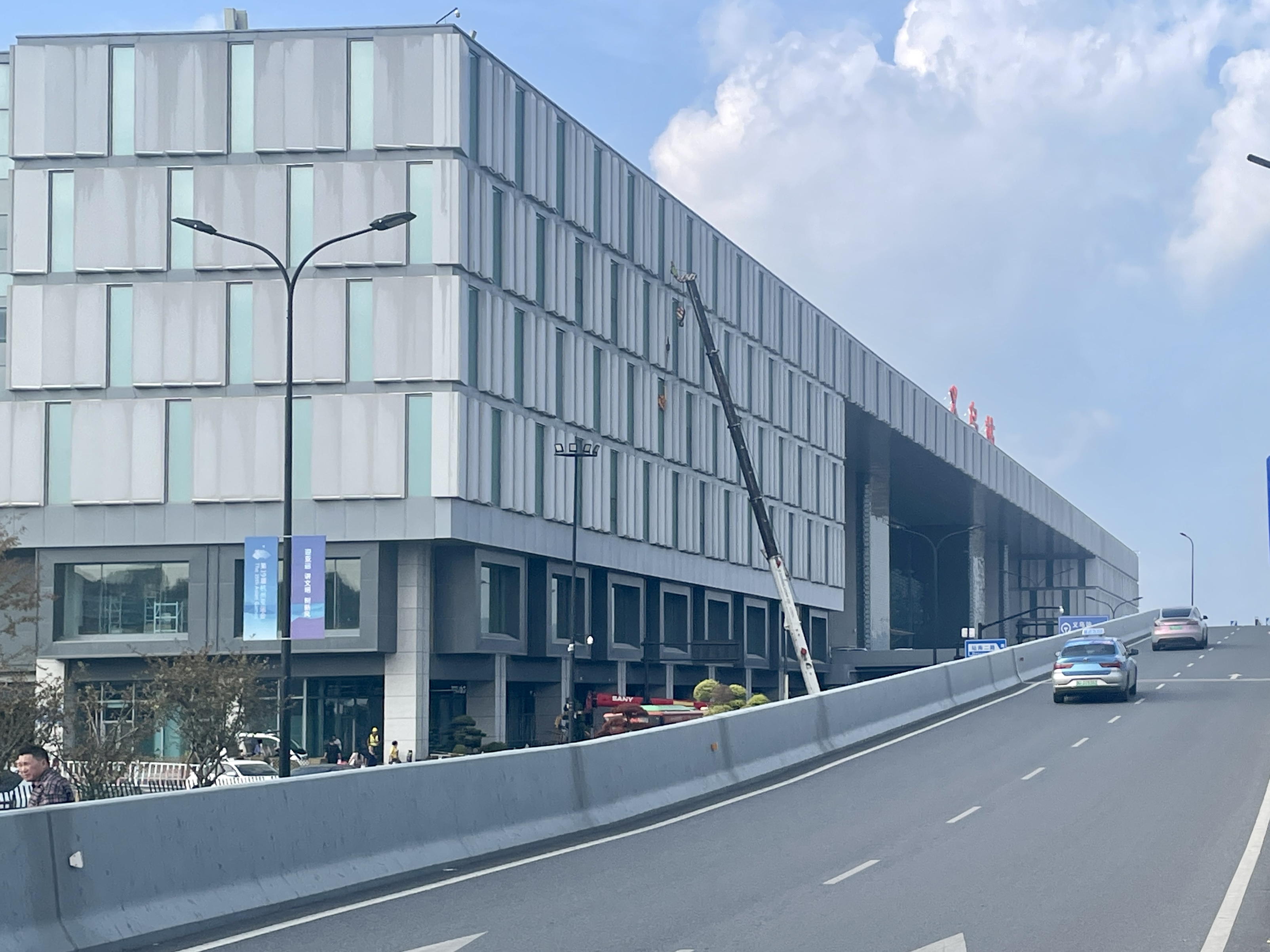
义乌综合交通枢纽大楼